# Ди Паче, Хуан Пабло
Хуан Пабло Ди Паче (англ. Juan Pablo Di Pace, род. 25 июля 1979) — аргентинский актёр, певец, модель и режиссёр.
Ди Паче родился в Буэнос-Айресе, Аргентина и переехал в Испанию, когда ему было двенадцать лет. Он жил в Лондоне в течение десяти лет и свободно владеет английским языком. После окончания колледжа в Испании, Ди Паче обучался актёрскому мастерству с Лондоне, где затем начал карьеру с выступлений в мюзиклах, таких как «Чикаго», «Бриолин» и «Лихорадка субботнего вечера». В дополнение к этому он появился в ряде британский телевизионных шоу, а также снялся в фильмах «Секс ради выживания» (2005) и «Мамма миа!» (2008).
В 2008 году, Ди Паче вернулся в Испанию, где снялся в ряде телевизионных шоу в последующие несколько лет. Осенью 2013 года, будучи в гостях у своей сестры в Лос-Анджелесе, Ди Паче столкнулся с директором по кастингу сериала TNT «Даллас» и вскоре получил регулярную роль миллиардера Николаса Тревино в третьем сезоне шоу.

## Фильмография
| Год  | Название на русском | Название на английском | Роль    | Примечания         |
| ---- | ------------------- | ---------------------- | ------- | ------------------ |
| 2005 | Джим с Пиккадилли   | Piccadilly Jim         | Бен     | Не указан в титрах |
| 2005 | Секс ради выживания | Survival Island        | Мануэль |                    |
| 2008 | Мамма миа!          | Mamma Mia!             | Петрос  |                    |
| 2009 |                     | Tutti intorno a Linda  |         |                    |
| 2014 |                     | Fuera de foco          | Маркос  |                    |

| Год  | Название на русском | Название на английском  | Роль            | Примечания                                    |
| ---- | ------------------- | ----------------------- | --------------- | --------------------------------------------- |
| 2005 | Новые трюки         | New Tricks              | Антонио         | Эпизод: «Fluke Of Luck»                       |
| 2005 | Стюардессы          | Mile High               | Вито Гарсиа     | Эпизод: «2.23»                                |
| 2006 |                     | River City              | Лука Росси      | Второстепенная роль                           |
| 2006 |                     | Aftersun                | Фелипе          | Телефильм                                     |
| 2006 | Шоу Кэтрин Тейт     | The Catherine Tate Show | Танцор сальсы   | Эпизод: «3.2»                                 |
| 2009 | Люди Пако           | Los hombres de Paco     | Карло           | Эпизод: «Todos los planes de Lucas Fernández» |
| 2010 |                     | Supercharly             |                 | Регулярная роль, 5 эпизодов                   |
| 2011 | Ангел или демон     | Ángel o demonio         |                 | Эпизод: «El demonio de los celos»             |
| 2011 | Физика или химия    | Física o Química        | Хави Лопес      | Регулярная роль, 7 эпизодов                   |
| 2013 | Дар Альбы           | El don de Alba          | Виктор          | Второстепенная роль, 4 эпизода                |
| 2013 | Лагерь              | Camp                    | Мигель Сантос   | Второстепенная роль, 5 эпизодов               |
| 2013 |                     | Rubenesque              | Эрнандес        | Телефильм                                     |
| 2014 | Даллас              | Dallas                  | Николас Тревино | Регулярная роль, 15 эпизодов                  |